# Барбаков, Евгений Александрович
Евге́ний Алекса́ндрович Барбако́в (10 июня 1954, Ростов-на-Дону, РСФСР, СССР) — советский гребец, серебряный призёр Олимпийских игр. Заслуженный мастер спорта России.

## Карьера
На Олимпийских играх 1976 года Евгений в экипаже с Геннадием Коршиковым в соревнованиях парных двоек занял 4-е место.
На Олимпиаде в Москве Барбаков в составе парной четвёрки без рулевого выиграл серебряную медаль.
В настоящее время работает тренером в городе Ростове-на-Дону .